# Bad Boys Blue/Diskografie
Diese Diskografie ist eine Übersicht über die musikalischen Werke der deutschen Eurodance-Band Bad Boys Blue. Den Schallplattenauszeichnungen zufolge hat sie bisher mehr als 190.000 Tonträger verkauft. Ihre erfolgreichste Veröffentlichung ist die Kompilation Bad Boys Best mit über 60.000 verkauften Einheiten.

## Alben

### Studioalben
| Jahr | Titel                | Höchstplatzierung, Gesamtwochen, AuszeichnungChartplatzierungen (Jahr, Titel, Platzierungen, Wochen, Auszeichnungen, Anmerkungen) | Höchstplatzierung, Gesamtwochen, AuszeichnungChartplatzierungen (Jahr, Titel, Platzierungen, Wochen, Auszeichnungen, Anmerkungen) | Höchstplatzierung, Gesamtwochen, AuszeichnungChartplatzierungen (Jahr, Titel, Platzierungen, Wochen, Auszeichnungen, Anmerkungen) | Höchstplatzierung, Gesamtwochen, AuszeichnungChartplatzierungen (Jahr, Titel, Platzierungen, Wochen, Auszeichnungen, Anmerkungen) | Anmerkungen                                               |
| Jahr | Titel                | DE | AT | CH | US | Anmerkungen                                               |
| ---- | -------------------- | --- | --- | --- | --- | --------------------------------------------------------- |
| 1985 | Hot Girls, Bad Boys  | DE50 (3 Wo.)DE | — | CH9 (7 Wo.)CH | — | Erstveröffentlichung: 4. November 1985                    |
| 1986 | Heart Beat           | — | — | — | — | Erstveröffentlichung: Oktober 1986                        |
| 1987 | Love Is No Crime     | — | — | — | — | Erstveröffentlichung: Oktober 1987                        |
| 1988 | My Blue World        | DE48 (5 Wo.)DE | — | — | — | Erstveröffentlichung: 7. November 1988                    |
| 1989 | The Fifth            | — | — | — | — | Erstveröffentlichung: Oktober 1989 Verkäufe: + 30.114     |
| 1990 | Game of Love         | — | — | — | — | Erstveröffentlichung: 22. Oktober 1990 Verkäufe: + 28.722 |
| 1991 | House of Silence     | — | — | — | — | Erstveröffentlichung: 1991 Verkäufe: + 29.227             |
| 1992 | Totally              | DE83 (7 Wo.)DE | — | — | — | Erstveröffentlichung: 26. Oktober 1992                    |
| 1994 | To Blue Horizons     | DE83 (5 Wo.)DE | — | — | — | Erstveröffentlichung: 24. März 1994                       |
| 1995 | Bang Bang Bang       | — | — | — | — | Erstveröffentlichung: April 1995                          |
| 1999 | Follow the Light     | DE80 (1 Wo.)DE | — | — | — | Erstveröffentlichung: 27. September 1999                  |
| 2000 | Tonite               | — | — | — | — | Erstveröffentlichung: 24. Juli 2000                       |
| 2003 | Around the World     | DE43 (1 Wo.)DE | — | — | — | Erstveröffentlichung: 4. August 2003                      |
| 2008 | Heart & Soul         | — | — | — | — | Erstveröffentlichung: 13. Juni 2008                       |
| 2020 | Tears Turning To Ice | — | — | — | — | Erstveröffentlichung: 23. Oktober 2020                    |

### Kompilationen
| Jahr | Titel         | Höchstplatzierung, Gesamtwochen, AuszeichnungChartplatzierungen (Jahr, Titel, Platzierungen, Wochen, Auszeichnungen, Anmerkungen) | Höchstplatzierung, Gesamtwochen, AuszeichnungChartplatzierungen (Jahr, Titel, Platzierungen, Wochen, Auszeichnungen, Anmerkungen) | Höchstplatzierung, Gesamtwochen, AuszeichnungChartplatzierungen (Jahr, Titel, Platzierungen, Wochen, Auszeichnungen, Anmerkungen) | Höchstplatzierung, Gesamtwochen, AuszeichnungChartplatzierungen (Jahr, Titel, Platzierungen, Wochen, Auszeichnungen, Anmerkungen) | Anmerkungen                                           |
| Jahr | Titel         | DE | AT | CH | US | Anmerkungen                                           |
| ---- | ------------- | --- | --- | --- | --- | ----------------------------------------------------- |
| 1989 | Bad Boys Best | DE14 (11 Wo.)DE | — | — | — | Erstveröffentlichung: Februar 1989 Verkäufe: + 66.485 |
| 1998 | Back          | DE28 (8 Wo.)DE | — | — | — | Erstveröffentlichung: 27. Juli 1998                   |
| 1999 | …Continued    | DE38 (4 Wo.)DE | — | — | — | Erstveröffentlichung: 15. Februar 1999                |

Weitere Kompilationen
- 1988: The Best Of – Don’t Walk Away Suzanne
- 1989: Super 20
- 1991: You’re a Woman (Star Collection)
- 1991: The Best Of (Verkäufe: + 44.541)
- 1992: More Bad Boys Best
- 1992: More Bad Boys Best Vol.2
- 1993: Kiss
- 1993: Bad Boys Blue
- 1993: Dancing with the Bad Boys
- 1998: With Love From… – The Best of The Ballads
- 1999: Portrait
- 1999: Pretty Young Girl
- 2001: Bad Boys Best 2001
- 2001: The Very Best Of
- 2002: In the Mix
- 2003: Gwiazdy XX Wieku – Największe Przeboje
- 2004: Hit Collection Vol. 1 – You’re a Woman
- 2004: Hit Collection Vol. 2 – The Best Of
- 2004: The Best Of
- 2005: Hungry for Love
- 2005: Greatest Hits
- 2005: The Biggest Hits Of
- 2006: Hit Collection
- 2008: The Single Hits
- 2009: Unforgettable
- 2010: Bad Boys Essential
- 2014: The Original Maxi-Singles Collection
- 2015: The Original Maxi-Singles Collection Volume 2
- 2017: The Best Of
- 2018: Super Hits 1
- 2018: Super Hits 2
- 2019: My Star

### Remixalben
- 1994: Completely Remixed
- 2005: Greatest Hits Remixed
- 2009: Rarities Remixed
- 2010: 25 (The 25th Anniversary Album)
- 2015: 30

## Singles

### Als Leadmusiker
| Jahr | Titel Album                                          | Höchstplatzierung, Gesamtwochen, AuszeichnungChartplatzierungen (Jahr, Titel, Album, Platzierungen, Wochen, Auszeichnungen, Anmerkungen) | Höchstplatzierung, Gesamtwochen, AuszeichnungChartplatzierungen (Jahr, Titel, Album, Platzierungen, Wochen, Auszeichnungen, Anmerkungen) | Höchstplatzierung, Gesamtwochen, AuszeichnungChartplatzierungen (Jahr, Titel, Album, Platzierungen, Wochen, Auszeichnungen, Anmerkungen) | Höchstplatzierung, Gesamtwochen, AuszeichnungChartplatzierungen (Jahr, Titel, Album, Platzierungen, Wochen, Auszeichnungen, Anmerkungen) | Anmerkungen                                          |
| Jahr | Titel Album                                          | DE | AT | CH | US | Anmerkungen                                          |
| ---- | ---------------------------------------------------- | --- | --- | --- | --- | ---------------------------------------------------- |
| 1985 | You’re a Woman Hot Girls, Bad Boys                   | DE8 (22 Wo.)DE | AT1 (14 Wo.)AT | CH2 (17 Wo.)CH | — | Erstveröffentlichung: April 1985                     |
| 1985 | Pretty Young Girl Hot Girls, Bad Boys                | DE29 (10 Wo.)DE | AT14 (8 Wo.)AT | CH30 (1 Wo.)CH | — | Erstveröffentlichung: 30. September 1985             |
| 1986 | Kisses and Tears (My One and Only) Heart Beat        | DE22 (10 Wo.)DE | — | CH26 (1 Wo.)CH | — | Erstveröffentlichung: 17. Februar 1986               |
| 1986 | I Wanna Hear Your Heartbeat (Sunday Girl) Heart Beat | DE14 (13 Wo.)DE | — | CH21 (3 Wo.)CH | — | Erstveröffentlichung: 3. November 1986               |
| 1987 | Come Back and Stay Love Is No Crime                  | DE18 (16 Wo.)DE | — | — | — | Erstveröffentlichung: 28. September 1987             |
| 1988 | Don’t Walk Away Suzanne My Blue World                | DE44 (7 Wo.)DE | — | — | — | Erstveröffentlichung: 21. Februar 1988               |
| 1988 | Lovers in the Sand My Blue World                     | DE42 (10 Wo.)DE | — | — | — | Erstveröffentlichung: 6. Mai 1988                    |
| 1988 | A World Without You (Michelle) My Blue World         | DE17 (15 Wo.)DE | — | — | — | Erstveröffentlichung: 10. Oktober 1988               |
| 1989 | Hungry for Love Bad Boys Best                        | DE26 (15 Wo.)DE | — | — | — | Erstveröffentlichung: 6. Januar 1989                 |
| 1989 | Lady in Black The Fifth                              | DE16 (18 Wo.)DE | — | — | — | Erstveröffentlichung: 24. Juli 1989                  |
| 1989 | A Train to Nowhere The Fifth                         | DE27 (10 Wo.)DE | — | — | — | Erstveröffentlichung: 6. November 1989               |
| 1990 | How I Need You Game of Love                          | DE33 (11 Wo.)DE | — | — | — | Erstveröffentlichung: 30. April 1990                 |
| 1990 | Queen of Hearts Game of Love                         | DE28 (18 Wo.)DE | — | — | — | Erstveröffentlichung: 22. Oktober 1990               |
| 1991 | Jungle in My Heart Game of Love                      | DE41 (9 Wo.)DE | — | — | — | Erstveröffentlichung: 25. Februar 1991               |
| 1992 | Save Your Love Totally                               | — | — | — | US81 (7 Wo.)US | Erstveröffentlichung: 21. Juli 1992                  |
| 1998 | You’re a Woman ’98 Back                              | DE52 (7 Wo.)DE | — | — | — | Erstveröffentlichung: 2. Juni 1998                   |
| 1999 | The Turbo Megamix Vol. 2 –                           | DE73 (2 Wo.)DE | — | — | — | Erstveröffentlichung: 11. Januar 1999 feat. Jojo Max |
| 2003 | Lover on the Line Around the World                   | DE72 (4 Wo.)DE | — | — | — | Erstveröffentlichung: 7. Juli 2003                   |

Weitere Singles
- 1984: L. O. V. E. in My Car
- 1986: Love Really Hurts Without You
- 1987: Gimme Gimme Your Lovin’ „Little Lady“
- 1991: House of Silence
- 1992: I Totally Miss You
- 1993: A Love Like This
- 1993: Kiss You All Over, Baby
- 1993: Go Go (Love Overload)
- 1994: Luv 4 U
- 1994: What Else?
- 1995: Hold You in My Arms
- 1996: Anywhere
- 1998: From Heaven to Heartache
- 1999: Hold You in My Arms
- 2000: I’ll Be Good
- 2008: Still in Love
- 2009: Queen of My Dreams
- 2010: Come Back and Stay Re-Recorded 2010
- 2015: You’re a Woman 2015
- 2018: Queen Of My Dreams (Recharged)
- 2020: With Our Love (mit Tom Hooker & Scarlett)
- 2020: Killers
- 2021: Tears Turning to Ice (Remix)

### Als Gastmusiker
- 2011: You’re a Woman 2011 (MS Project feat. Bad Boys Blue)

## Videoalben
- 1990: Bad Boys Best
- 1998: Bad Boys Best ’98
- 2005: 1985–2005 | Video Collection
- 2007: Bad Boys Best Videos
- 2012: Live on TV

## Statistik

### Chartauswertung
|                     | DE    | AT    | CH    | US    |
| ------------------- | ----- | ----- | ----- | ----- |
| Nummer-eins-Alben   | DE—DE | AT—AT | CH—CH | US—US |
| Top-10-Alben        | DE—DE | AT—AT | CH1CH | US—US |
| Alben in den Charts | DE9DE | AT—AT | CH1CH | US—US |

|                       | DE     | AT    | CH    | US    |
| --------------------- | ------ | ----- | ----- | ----- |
| Nummer-eins-Singles   | DE—DE  | AT1AT | CH—CH | US—US |
| Top-10-Singles        | DE1DE  | AT1AT | CH1CH | US—US |
| Singles in den Charts | DE17DE | AT2AT | CH4CH | US1US |

### Auszeichnungen für Musikverkäufe
| Goldene Schallplatte - Finnland - 1990: für das Album The Fifth - 1991: für das Album Game of Love - 1991: für das Album House of Silence | Platin-Schallplatte - Finnland - 1991: für das Album The Best Of - 1998: für das Album Back |

| Land/RegionAuszeichnungen für Musikverkäufe (Land/Region, Auszeichnungen, Verkäufe, Quellen) | Gold     | Platin     | Verkäufe | Quellen |
| -------------------------------------------------------------------------------------------- | -------- | ---------- | -------- | ------- |
| Finnland (IFPI)                                                                              | 3× Gold3 | 2× Platin2 | 199.089  | ifpi.fi |
| Insgesamt                                                                                    | 3× Gold3 | 2× Platin2 |          |         |